# Грегъри
Окръг Грегъри (на английски: Gregory County) е окръг в щата Южна Дакота, Съединени американски щати. Площта му е 2728 km², а населението - 4226 души (2017). Административен център е град Бърк.